# Proasellus remyi
Proasellus remyi är en kräftdjursart som först beskrevs av Théodore Monod 1932.  Proasellus remyi ingår i släktet Proasellus och familjen sötvattensgråsuggor.

## Underarter
Arten delas in i följande underarter:
- P. r. nudus
- P. r. acutangulatus